# Ролпе Дордже
Ролпе Дордже (тиб. རོལ་པའི་རྡོ་རྗེ་, Вайли rol pa'i rdo rje; 1340—1383) — Кармапа IV, глава школы карма-кагью тибетского буддизма.

## Биография
Согласно легенде, мать Четвёртого Кармапы во время беременности слышала звуки мантры «Ом мани падме хум», а как только ребёнок родился, он сразу же произнес эту мантру. Ещё в подростковом возрасте, Кармапа получил формальную передачу линий Кагью и Ньингма от уже пожилого в то время великого ньингмапинского гуру, Юнгтенпы, духовного преемника Третьего Кармапы (Рангджунг Дордже). В возрасте 19 лет Ролпе Дордже принял приглашение Тогон-Тэмура вернуться в Китай. Там он давал поучения в течение 3 лет и основал множество храмов и монастырей.
По возвращении в Тибет, в регионе Цонгка, Ролпе Дордже дал обеты мирянина маленькому мальчику и предсказал, что тот сыграет очень важную роль в тибетском буддизме. Это был Цонкапа, будущий основатель школы гелуг, которая знаменита своими учителями — Далай-ламами.
Со смертью императора Тогон-Тэмура монгольской династии Юань в Китае закончилась, ей на смену пришла династия Мин. Новый император пригласил Ролпе Дордже, однако последний отклонил приглашение и послал вместо себя другого ламу.
Ролпе Дордже был знаменит своими песнями и стихотворениями. Он очень любил индийскую поэзию. Однажды его ученица Пуньядхари увидела во сне огромную тханку (танка), изображающую Будду Шакьямуни: лицо Будды было на ней шириной в 20 локтей. Услышав об этом сне, Кармапа придумал способ сделать так, чтобы он сбылся. Ролпе Дордже объехал верхом большой участок земли, рисуя контур этого изображения прямо на почве копытами коня. И пропорции тела Будды, нарисованные таким необычным способом, были идеальны. Затем рисунок перенесли на огромный кусок шелка. По обе стороны от центральной фигуры Будды Шакьямуни на тханке изображались двое Бодхисаттв: Манджушри и Майтрейя. Над этим шедевром тринадцать месяцев трудились пятьсот человек.
Кармапа много путешествовал, проявлял всестороннюю активность в Дхарме и занимался благотворительностью. Для себя Ролпе Дордже установил в своём путешествующем лагере такой же строгий распорядок, как и в монастыре. С момента пробуждения и до девяти часов утра он выполнял свои духовные практики. Затем до полудня давал наставления по Дхарме. В полдень приступал к простираниям и медитации при ходьбе. Послеобеденное время он посвящал медитации на Бодхисаттву Любящие Глаза, а вечером изучал или писал тексты.
Среди ближайших учеников Кармапа Ролпе Дордже были Шамар Каче Вангпо, Другунг Чокьи Даргпа и Лозанг Драгпа Цонкапа.
Монастырь Шадзонг Ритро около поселения Такцер, где родился Далай-лама XIV, был основан Четвёртым Кармапой в 14-м веке.